# Ova (animal)
Genre
Ova est un genre d'oursins dits « irréguliers » de la famille des Schizasteridae. 

## Description et caractéristiques
Ce sont des oursins irréguliers dont la bouche et l'anus se sont déplacés de leurs pôles pour former un « avant » et un « arrière ». La bouche se situe donc dans le premier quart de la face orale, et l'anus se trouve à l'opposé, tourné vers l'arrière. La coquille (appelée « test ») s'est également allongée dans ce sens antéro-postérieur. 
Ce genre se distingue au sein de sa famille par ses deux gonopores et son fasciole latéro-anal complet.

## Liste des espèces
Selon World Register of Marine Species (15 décembre 2015) :
- Ova canaliferus (Lamarck, 1816) -- Méditerranée
- Ova myorensis (McNamara & Philip, 1980) -- Australie
- Ova portjacksonsensis (McNamara & Philip, 1980) -- Australie

L'Echinoid Directory y ajoute : 
- Ova saheliensis (Pomel, 1887) †
- Ova lacunosus (Linnaeus, 1758) -- Indo-Pacifique (accepté comme Schizaster lacunosus par WoRMS)
- Ova edwardsi Cotteau, 1889 -- Afrique de l'Est
- Ova orbignyanus Agassiz, 1880 -- Atlantique nord-ouest
- Ova desori Wright, 1855 †